# ماكسيم باول
ماكسيم باول (بالفرنسية: Maxime Paul)‏ هو متسابق يخت فرنسي، ولد في 26 مارس 1971.

## وصلات خارجية
- ماكسيم باول على موقع أوليمبيديا (الإنجليزية)